# チェーズン・ハインズ
チェーズン・ハインズ（Chasen Hines、2000年4月3日 - ）は、アメリカ合衆国テキサス州マーシャル出身のアメリカンフットボール選手。ポジションはオフェンシブガード（OG）。現在はフリーエージェント。
カレッジフットボールはLSUでプレーをし、2022年のNFLドラフトで6巡目全体210位指名をされ、ペイトリオッツに入団した。

## 高校、大学時代
ハインズは幼少期、中学生になるまで、野球をしていた。しかし、彼はマーシャル高校で最後の2年間フットボールをプレーした。彼は4つ星の新人のディフェンシブタックルだった。シニアイヤーシーズンの後、彼はLSUでプレーすることを決め、ディフェンシブタックルからオフェンシブガードにポジションを変えた。ハインズは、LSUで4年間で、35試合（17試合先発）に出場した。

## プロキャリア
ハインズは、2022年のNFLドラフトで6巡目全体210位指名をされ、ペイトリオッツに入団した。
ペイトリオッツから放出された後、2シーズンをマイアミ・ドルフィンズのプラクティス・スクワッドで過ごしたが、2025年5月8日に放出された。